# أسلوب اليووغا

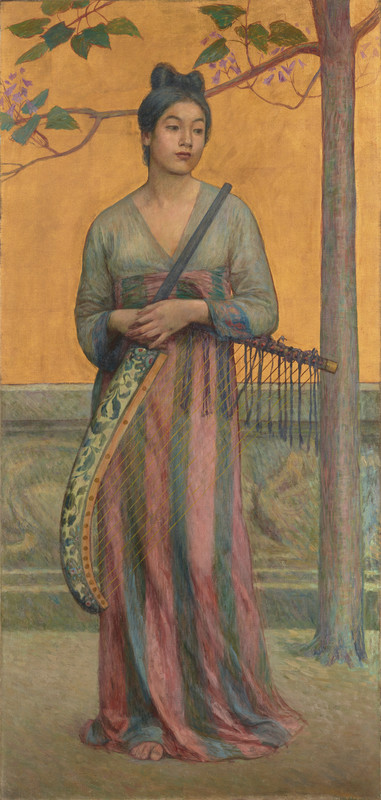
Reminiscence of the Tempyo Era by Fujishima Takeji

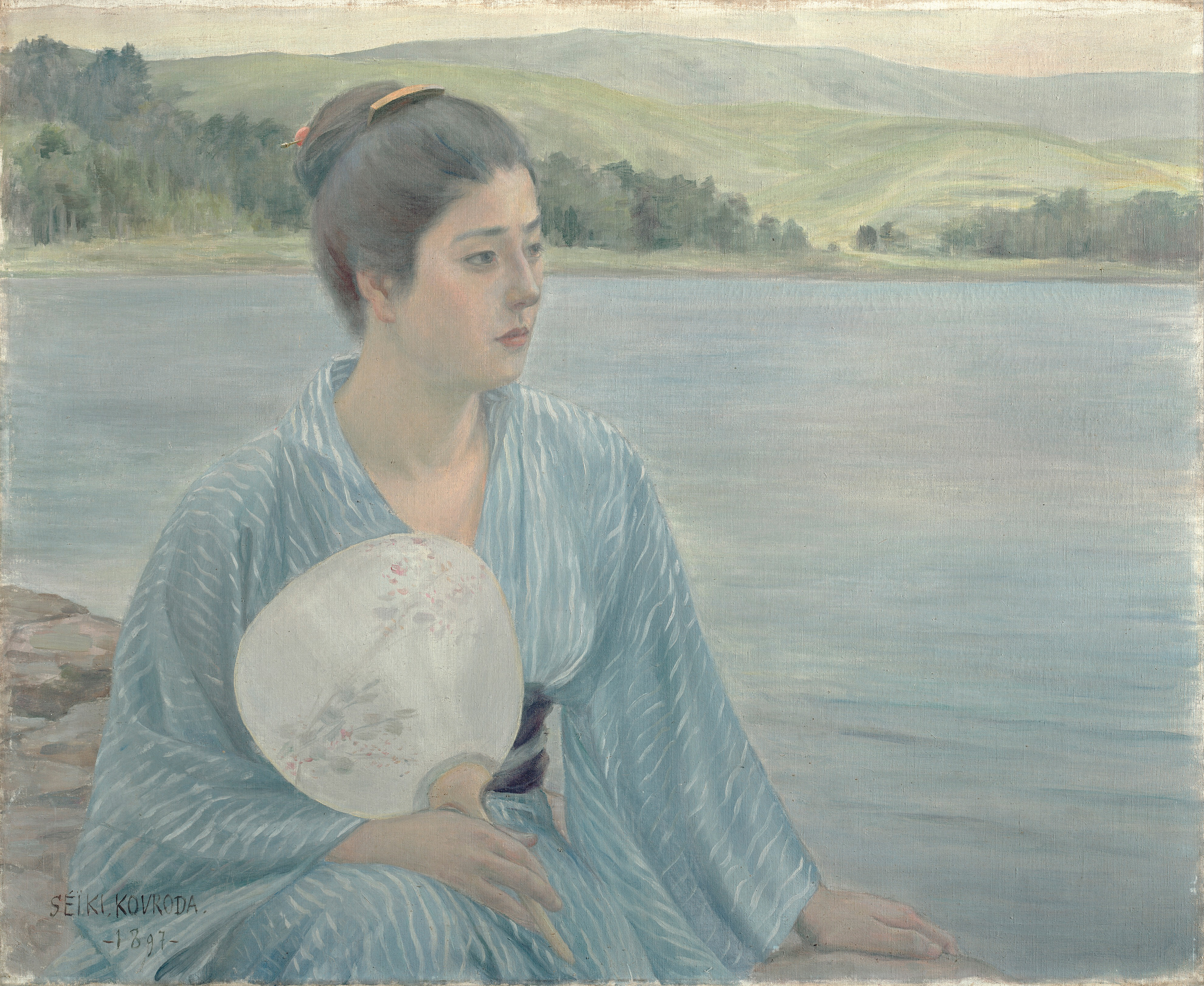
Kuroda-seiki-kohan00-6-1b

أسلوب اليووغا (洋画،Yōga)، يسمى حرفيًا : “الرسم بالنمط الغربي” وهو أسلوب فني  يُستخدم في رسم اللوحات اليابانية. وتُرسم هذه اللوحات متأثرةٌ بطرق الرسم الأوربي الغربي، وأوجد هذا المسمى (اليووغا) في فترة حكم الميجي في اليابان حتى تتميز هذه اللوحات عن غيرها من فنون الرسم اليابانية الأصيلة ك النيهونغا.
تاريخ النشأة:
انتشرت ثقافة الرسم الأوربي في اليابان بأواخر فترة موروماشي مع المبشرين المسيحيين، حيث كان الفنانون اليابانيين يحاكون أسلوب تلك اللوحات الفنية التي جلبها أولئك المبشرين، ويمكننا القول أن هذه بداية نشأة أسلوب اليووغا، ولكن بعدها طُبقت سياسة العزل الوطني والتي أقامها الحاكم توكوغاوا باكوفو-في فترة حكم الإيدو- والتي بدورها انهت ذلك التأثير الغربي على الفن الياباني ولكن استثنيَ من هذا العزل رسم المنظور ( أي الرسم الثلاثي الأبعاد) الذي اكتشفه الفنانون اليابانيون بكتب الطب والعلوم الأوروربية، ونقلت هذه الكتب بنصوص هولندية إلى مدينة ناغازاكي.
وفي عام 1855 أنشأ الحاكم توكوغاوا معهد بانشو شيرابيشو، والذي يٌعنى بترجمة الدراسات والبحوث الغربية وخٌصص في هذا المعهد قسم آخر يهتم بدراسة الفن الغربي، وترأس هذا القسم كواكامي توغاي مع مساعده تاكاهاشي يويتشي الذي كان تلميذًا معروفًا للفن الإنجليزي وبالاخص للفنان  تشارلز ويرجمان. واعتبر كثير من المؤرخيين إن تاكاهاشي يويتشي كان أول تلميذٌ يتخذ أسلوب اليووغا في فنه.
وفي عام 1876 أسست حكومة ميجي مدرسة كوبو بيجوتسو (وهي مدرسة فنية تقنية) لتُعنى بتدريس أسلوب اليووغا وهي تعتبر المدرسة الأولى في ذلك المجال، وقامت الحكومة أيضا بتعيين العديد من الفنانيين الأجانب مثل الفنان الإيطالي أنطونيو فونتانيسي ليعلم الفنانين اليابانيين مثل آساي تشو أحدث تقنيات وطرق الرسم الغربي.
وفي عام 1880، ظهرت حركة مُعادية لظاهرة التغريب في اليابان مما أدت إلى زيادة نمو وشعبية الفن الياباني الأصيل (النيهونغا)، وبالمقابل تراجع فن اليووغا. وفي عام 1883م أُجبرت مدرسة كوبو بيجوتسو على الإغلاق، وحينها أنشأت  مدرسة طوكيو كوبو بيجوتسو في عام 1887(وهي الرائدة  لجامعة طوكيو للفنون والموسيقى ) ودُرست في هذه المدرسة فقط المواد التي تخص فن النيهونغا.
وبالرغم من ذلك، أسس فنانون فن اليووغا جمعية البيجوتسوكاي في عام 1889، ومع عودة الفنان كورودا سييكي -عام1893-من أوروبا جالبًا معه ذلك الزخم القوي لفن اليووغا والذي سُمح بنقله إلى مدرسة طوكيو كوبو بيجوتسو. ومن تلك اللحظة أصبح فن اليووغا جزءً من الفن الياباني.
ومنذ ذلك الحين، أصبح كل من فن اليووغا ذو الطابع الغربي والنيهونغا الياباني نوعيين أساسيين للفن الياباني الحديث، ويُدرس كلاهما في مناهج التعليم، وتزايدت المعارض لهذي الفنون وعُرف الكثير من فنانوها، وتتميز النيهونغا بطابعها الفريد بمعارض النيتين اليابانية السنوية إلا أن في السنوات أصبح من الصعب التمييز بين لوحات اليووغا والنيهونغا ويعود ذلك الأمر لتبني فناني النيهونغا بعضًا من أساليب وطرق الرسم الغربي كالتظليل ورسم المنظور.
المواد المستعملة:
يضم فن اليووغا بمعناه الشامل العديد من الطرق والأساليب كالرسم الزيتي واستخدام الألوان المائية والباستيل والرسومات بالحبر والطباعة الحجرية والنقش وغيرها أيضًا من الأساليب الحديثة في الثقافة الغربية، وأما في معناه الأدق فهو غالبًا ما يشير إلى الرسم الزيتي.
المصادر:
- Keene, Donald. Dawn to the West. Columbia University Press; (1998). (ردمك 0-231-11435-4)
- Mason, Penelope. History of Japanese Art . Prentice Hall (2005). (ردمك 0-13-117602-1)
- Sadao, Tsuneko. Discovering the Arts of Japan: A Historical Overview. Kodansha International (2003). (ردمك 4-7700-2939-X)
- Schaarschmidt Richte. Japanese Modern Art Painting From 1910 . Edition Stemmle. (ردمك 3-908161-85-1)
- Weisenfeld, Gennifer. MAVO: Japanese Artists and the Avant-Garde, 1905-1931. University of California Press (2001). (ردمك 0-520-22338-1)

أنظر هنا:
تاريخ اليابان
```
الثقافة اليابانية
```